# Loek Hollander
Loek Hollander (ur. 20 maja 1938, zm. 16 lutego 2020 w Rotterdamie) – holenderski karateka stylu kyokushin, były żołnierz zawodowy, główny instruktor wojskowych systemów walki Armii Holenderskiej, posiadacz stopnia 10 dan. W 1962 rozpoczął samodzielny trening kyokushin bazując na zagranicznych książkach. Następnie wyjechał do Japonii by tam trenować pod okiem sosai Masutatsu Ōyamy. 
W 1965 otrzymał stopień 1. dan, a w roku 1967 pomyślnie przeszedł test 100 kumite.
W 1965 założył w Rotterdamie swoje pierwsze dojo. Była to zarazem pierwsza w Europie szkoła kyokushin karate. 
W 2010 po konflikcie z Shōkei Matsui, razem z Andrzejem Drewniakiem i Antonio Pinero został współzałożycielem Światowej Federacji Kyokushin (KWF), w której został prezydentem.  
Loeka Hollandera uważa się za ojca europejskiego kyokushin karate, gdyż to on sprowadził kyokushin do Europy, a następnie je propagował. Pośrednio jest także ojcem polskiego kyokushin, gdyż to on zainteresował tym stylem (Loek Hollander odwiedził Polskę w 1974) Andrzeja Drewniaka, który później sprowadził kyokushin do Polski.
W czasie jubileuszowego 50. Międzynarodowego Letniego Obozu w Papendal (8 lipca 2017), został nadany mu 10. dan. Certyfikat i pas wręczył mu shihan Antonio Pinero.
Zmarł 16 lutego 2020 roku.